# MeteoGalicia

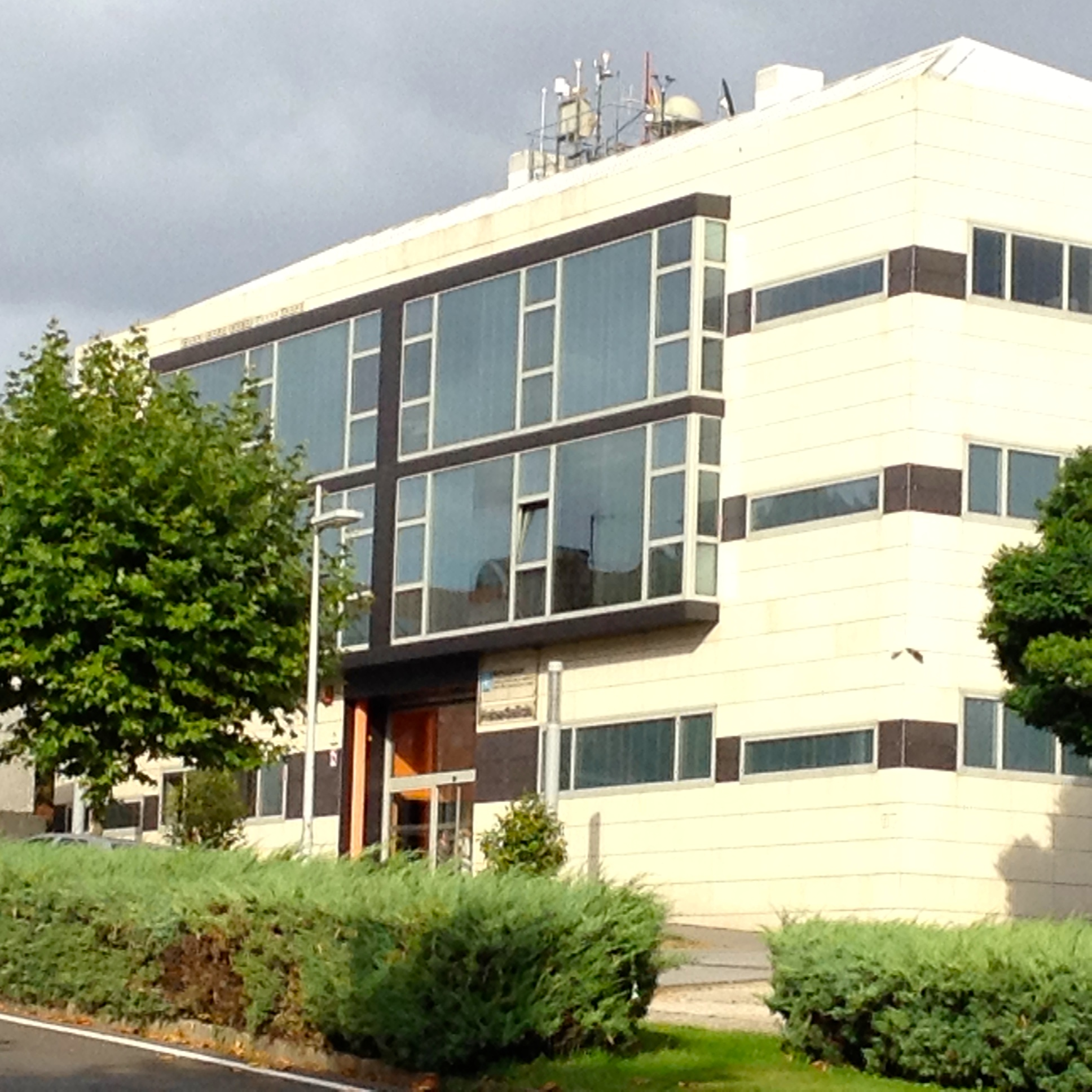
Verwaltungsgebäude MeteoGalicia in Santiago de Compostela

MeteoGalicia, auch bekannt als das Referat für Beobachtung und meteorologische Vorhersagen in Galicien mit Sitz in Santiago de Compostela, ist eine Agentur des Ministeriums für Umwelt, Territorien und Infrastruktur. Sie wurde 2000 auf der Grundlage einer Vereinbarung zwischen der Universität von Santiago de Compostela und dem  Ministerium für Umwelt, Territorium und Wohnungswesen gegründet.  Ihre Hauptaufgaben sind die meteorologischen Vorhersagen für Galizien sowie der Betrieb und die Wartung des meteorologischen und klimatologischen Beobachtungsnetzes unter der Aufsicht der Galizischen Regierung.